# Ніколай Гансен (футболіст, 1993)
Ніколай Гансен (дан. Nikolaj Hansen, нар. 15 березня 1993) — данський футболіст, нападник клубу «Вікінгур».

## Клубна кар'єра
Вихованець клубу «Рінгстед». Дорослу ігрову кар'єру розпочав у данському клубі «Вестшелланн» за який відіграв три сезони. Сезон 2014–15 Гансен провів у нижчоліговому «Кеге», відзначившись двома голами у 31-й грі. Влітку 2015 року повернувся до команди «Вестшелланн». Наступного року Ніколай перебрався до ісландського клубу «Валюр», а влітку 2017 року перейшов до «Вікінгур» (Рейк'явік), кольори якого наразі захищає.

## Титули і досягнення
«Вікінгур» (Рейк'явік)
- Володар Кубка Ісландії: 2019, 2021, 2022, 2023
- Чемпіон Ісландії: 2021, 2023
- Володар Суперкубка Ісландії:  2022, 2024
- Урвалсдейлд (найкращий бомбардир): 2021
- Урвалсдейлд (найкращий гравець): 2021